# Jeruzalémský les

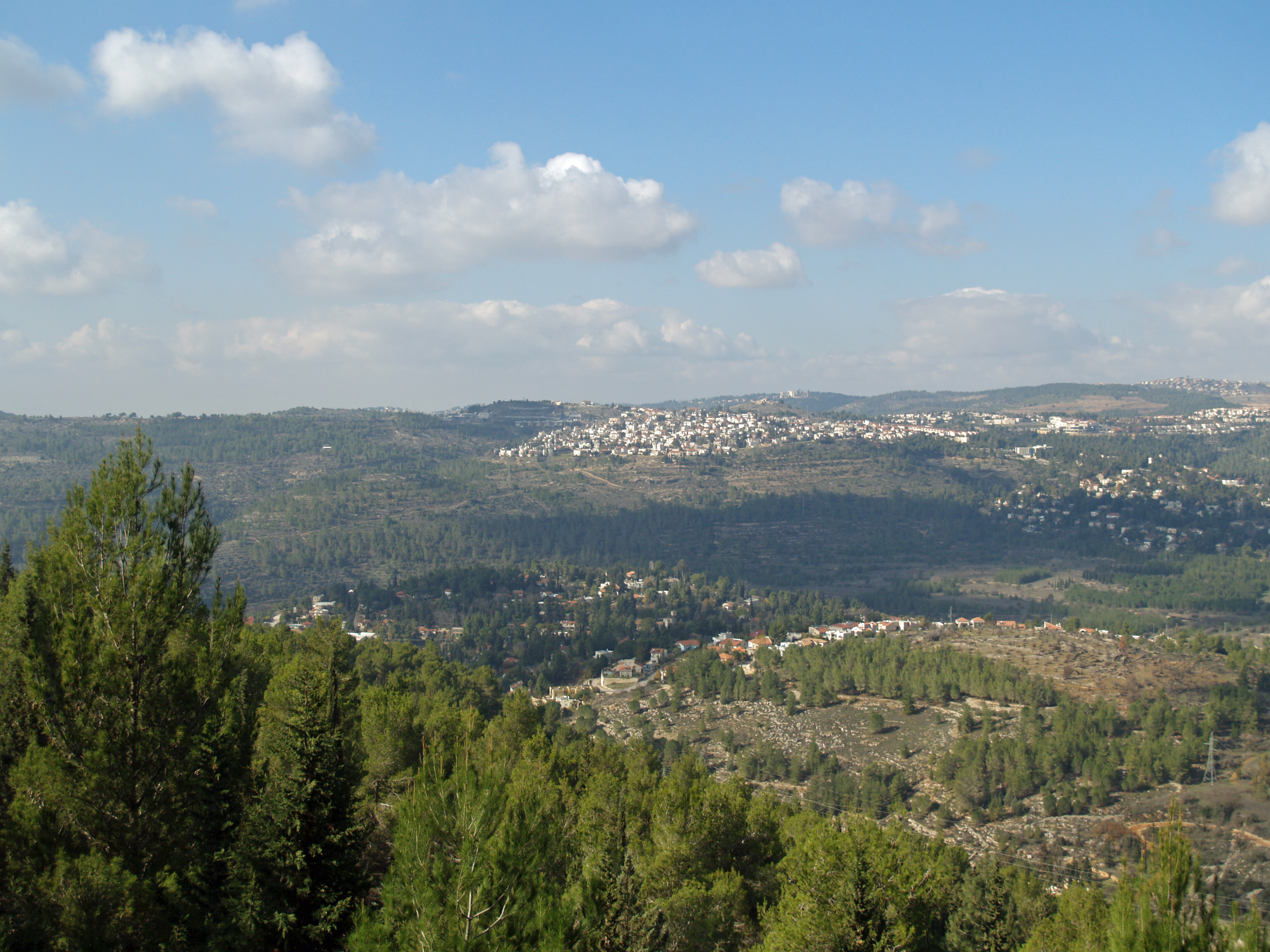
Pohled na Jeruzalémský les z muzea Jad Vašem

Jeruzalémský les (hebrejsky: יער ירושלים) je borovicový les nacházející se v Judských horách západně od Jeruzaléma. Obklopují ho jeruzalémské čtvrti Bejt ha-Kerem, Jefe Nof, Ejn Kerem, Har Nof, Giv'at Ša'ul a mošav Bejt Zajit. Les byl vysázen Židovským národním fondem v 50. letech za finanční podpory soukromých dárců.
V době své největší rozlohy se rozkládal na ploše 4 km², avšak kvůli sídelní expanzi došlo k jeho zmenšení a dnes se rozkládá na ploše přibližně o rozloze 1,2 km². V lese se poblíž Herzlovy hory nachází i muzeum Jad Vašem. Uprostřed lesa se mezi Jad Vašem a čtvrtí Ejn Kerem nachází rekreační centrum „Penzion Chajima Ciporiho“ (více známé jako „Centrum Cipori“) s hotelem a hostelem pro mladé.

## Ochrana lesa
Projekty jeruzalémské radnice, které ohrožují existenci lesa, znepokojují ekologické organizace a jeruzalémské obyvatele, zejména pak ty žijící v okolních čtvrtích. Koncem 90. let organizovaly ekologické organizace a zdejší obyvatele boj za budoucnost lesa a jeho ochranu.